# Đỉnh Ibn Sina
Đỉnh Lenin (tiếng Nga: Пик Ленина), nguyên thủy được biết đến là núi Kaufmann, là ngọn núi cao nhất trong dãy núi xuyên Altai của khu vực trung tâm châu Á và là đỉnh cao thứ hai trong dãy núi Pamir (7.134 m hay 23.406 ft), chỉ thua đỉnh Ismail Samani. Nó nằm trên biên giới của Tajikistan và Kyrgyzstan. Tháng 7 năm 2006 đỉnh này được đổi tên thành đỉnh Ibn Sina theo tên của học giả, thầy thuốc, nhà triết học, nhà thiên văn học, hóa học, địa chất học, lôgic học, cổ sinh học, toán học, vật lý học, nhà thơ, tâm lý học, khoa học, và nhà giáo người Ba Tư Abū ‘Alī al-Ḥusayn ibn ‘Abd Allāh ibn Sīnā Balkhi.
Ngọn núi này được đặt tên sau cuộc cách mạng Nga theo tên của vị lãnh tụ đầu tiên của Liên Xô, Vladimir Ilyich Lenin. Đỉnh Lenin đã được cho là ngọn núi cao nhất ở Liên Xô cũ cho đến năm 1933 khi đỉnh Ismail Samani (được biết đến như là đỉnh Stalin vào thời gian đó) đã được thám hiểm và phát hiện ra là cao hơn.
Đỉnh Lenin đã được thám hiểm lần đầu tiên vào năm 1928 bởi Karl Wien, Eugen Allwein và Erwin Schneider, các thành viên của đoàn thám hiểm Đức.
Có 16 hành trình được thiết lập trên đỉnh Lenin, chín trong số đó ở phía nam và bảy ở phía bắc. Đỉnh núi này rất phổ biến trong những người leo núi vì dễ trèo và các hành trình không quá phức tạp. Tuy nhiên, đỉnh núi này không phải là không có những thảm họa. Năm 1974, toàn bộ đội thám hiểm gồm 8 nhà leo núi phái nữ đã chết trên núi trong bão. Vụ lở tuyết phát sinh bởi động đất đã giết chết 43 nhà leo núi năm 1990.